# Direitos humanos na Somália
Os direitos humanos na Somália ao longo do final do século XX e início do século XXI foram considerados terríveis, mas gradualmente melhoraram nos anos seguintes. Os direitos humanos são garantidos na Constituição Federal, sendo adotada em agosto de 2012. Eles estão sob a responsabilidade do Ministério dos Direitos Humanos, estabelecido em agosto de 2013. As autoridades centrais inauguraram simultaneamente um Dia Nacional dos Direitos Humanos, endossaram um Roteiro Oficial dos Direitos Humanos e concluíram a primeira Política Nacional de Gênero da Somália.
Uma Força-Tarefa de Direitos Humanos foi estabelecida em fevereiro de 2013 para reforçar a proteção dos direitos individuais. Em dezembro de 2014, o governo federal organizou uma campanha de conscientização pública, aprovou uma nova Lei Nacional de Proteção à Criança com 54 pontos e finalizou a legislação sobre um projeto de lei da Comissão de Direitos Humanos. De acordo com o Isha Dyfan, Especialista Independente em Direitos Humanos da ONU sobre a Somália, a proteção local dos direitos humanos melhorou gradualmente à medida que a institucionalização do governo e a reforma legislativa foram estabelecidas.

## Força-Tarefa de Direitos Humanos
No início de fevereiro de 2013, o ex-Primeiro-Ministro Abdi Farah Shirdon lançou uma Força-Tarefa Independente de Direitos Humanos para fortalecer a proteção dos direitos individuais. O comitê de 13 membros voluntários foi formado após extensas consultas com grupos da sociedade civil e o presidente do Parlamento, Mohamed Osman Jawari. Presidido pela proeminente advogada de direitos humanos Maryam Yusuf Sheikh Ali, uma das quatro mulheres no painel, a Força-Tarefa inclui um educador, um ativista da paz, líderes de organizações de mulheres somalis, oficiais seniores da polícia, um ativista humanitário, um líder religioso e um representante da mídia.
É encarregado de investigar alegações de abusos de direitos humanos e intimidação de jornalistas. Ao final de seu mandato de três meses, o comitê deverá publicar um relatório sobre suas conclusões e medidas de ação recomendados. A Força-Tarefa eventualmente dará lugar a uma Comissão Parlamentar Permanente dos Direitos Humanos, que terá capacidade de investigar alegações por um período mais longo.

## Ministério dos Direitos Humanos
No final de agosto de 2013, o Primeiro-Ministro Shirdon estabeleceu o primeiro Ministério Nacional dedicado exclusivamente aos Direitos Humanos As autoridades federais declararam, simultaneamente, o 27 de agosto como o Dia Nacional dos Direitos Humanos da Somália. Além disso, endossaram um Roteiro de Direitos Humanos, que define as obrigações do governo e estabelece metas específicas a serem alcançadas em um período de dois anos
Em 17 de janeiro de 2014, o novo Primeiro-Ministro Abdiweli Sheikh Ahmed uniu a pasta de Direitos Humanos com a de Assuntos da Mulher para formar o Ministério da Mulher e dos Direitos Humanos. É ministério liderado por Khadijo Mohamed Diriye.

## Direitos das mulheres
Em 1.º de agosto de 2012, uma nova Constituição Federal foi adotada, incluindo vários estatutos relacionado à igualdade conforme proposto por um Comitê de Especialistas (CoE). O Artigo 11 da Constituição Federal garante tratamento igual para todos os cidadãos, independentemente do gênero.

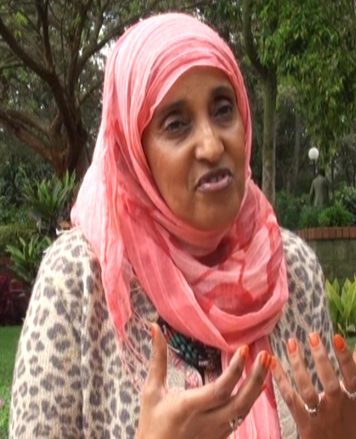
A Presidente da Barnet Muslim Women's Network, Hanan Ibrahim, discursando no ISSAT (2013)

Desde então, as mulheres obtiveram maior representação na esfera pública. De acordo com a União Interparlamentar, 30% dos assentos no Parlamento Federal da Somália são legalmente reservados para mulheres. Essa cota foi garantida pela consultora parlamentar somali Hodan Ahmed e outras líderes políticas. Ahmed também ajudou a formar a Associação Parlamentar de Mulheres Somalis em 2009, no Parlamento Federal de Transição anterior. Em novembro de 2012, o Primeiro-Ministro Shirdon também nomeou duas mulheres para o Gabinete, Fowsiyo Yussuf Haji Aadan como a primeira Ministra das Relações Exteriores do país e Maryam Qassim como Ministra do Desenvolvimento Social.
Em junho de 2013, o governo federal começou a elaborar a primeira Política Nacional de Gênero. Liderada pela Ministra Maryam Qassim, a iniciativa foi concluída em agosto e visa empoderar as mulheres, fortalecer a igualdade de gênero e garantir os direitos das mulheres.
De acordo com o PNUD, os tipos mais comuns de violência enfrentados por mulheres e homens em 2012 foram agressões físicas (50% dos casos de crime relatados), seguidos por crimes contra a propriedade (32%). Houve uma baixa taxa geral de violência sexual relatada, com uma prevalência nacional estimada entre 2% e 13%. O PNUD sugeriu que isso poderia ser atribuído, possivelmente, à relutância de jovens mulheres em denunciar tais casos devido a estigmas culturais e sociais profundamente  enraizados, enquanto jovens homens eram mais propensos a denunciar crimes em geral.
A maioria dos incidentes de agressão sexual ocorreu no contexto da insurgência no sul da Somália. No primeiro trimestre de 2013, Anistia Internacional relatou que 56,7% das vítimas em Mogadíscio eram pessoas deslocadas internamente. Segundo a Human Rights Watch, o governo em 2013 desenvolveu planos abrangentes de reforma judicial e de segurança, mas ainda não havia cumprido esses compromissos. Pelo menos duas mulheres que denunciaram estupro também foram processadas por suposta falsidade, porém foram libertadas posteriormente após apelações.

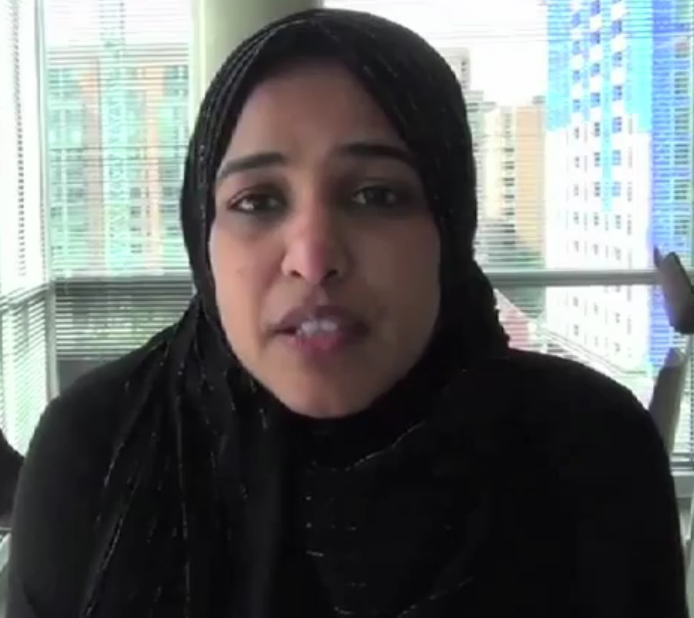
Consultora parlamentar Hodan Ahmed

Para enfrentar o problema, as autoridades centrais, em dezembro de 2013, estavam no processo de formar uma unidade especial contra o crime para investigar e combater a violência baseada no gênero, além de construir uma clínica destinada exclusivamente às vítimas de agressão sexual. O Judiciário nacional, as forças de segurança e a polícia estavam simultaneamente recebendo treinamento especializado em questões de gênero como parte do esforço mais amplo de reforma. Em junho de 2014, o governo somali também lançou um Plano de Ação Nacional contra a violência sexual em colaboração com grupos locais da sociedade civil. Como parte da iniciativa, o Ministério da Mulher e dos Direitos Humanos organizou, em dezembro de 2014, uma campanha de conscientização pública na capital sobre a importância dos direitos humanos e como os cidadãos podem garantir a sua segurança. Além disso, concluiu a elaboração de uma legislação sobre um novo projeto de lei para a Comissão de Direitos Humanos.
De acordo com uma estimativa da Organização Mundial da Saúde de 2005, cerca de 97,9% das mulheres e meninas da Somália passaram pela mutilação genital feminina,  costume pré-nupcial principalmente endêmico no Nordeste da África e em partes do Oriente Próximo. Incentivada por mulheres da comunidade, a prática é, em grande parte, destinada a desencorajar a promiscuidade e oferecer proteção contra agressões. Em 2013, o UNICEF, em conjunto com as autoridades somalis, relatou que a taxa de prevalência entre meninas de 1 a 14 anos nas regiões autônomas do norte, Puntlândia e da Somalilândia, havia caído para 25% após uma campanha de conscientização social e religiosa. O Artigo 15 da Constituição Federal também proíbe oficialmente essa prática.
Ativistas proeminentes de direitos humanos incluem Hanan Ibrahim, membro do Comitê de Especialistas Constitucional e Presidente da Barnet Muslim Women's Network; Hawa Aden Mohamed, Presidente do Centro de Educação Galkayo para a Paz e o Desenvolvimento; e Fartuun Adan e sua filha Ilwad Elman, fundadoras do Centro Elman de Paz e Direitos Humanos, com sede em Mogadíscio.

## Direitos das crianças
O Artigo 29 da Constituição Nacional da Somália define uma criança como qualquer individuo com menos de 18 anos e estipula que "toda criança tem o direito de ser protegida contra maus-tratos, negligência, abuso ou degradação."

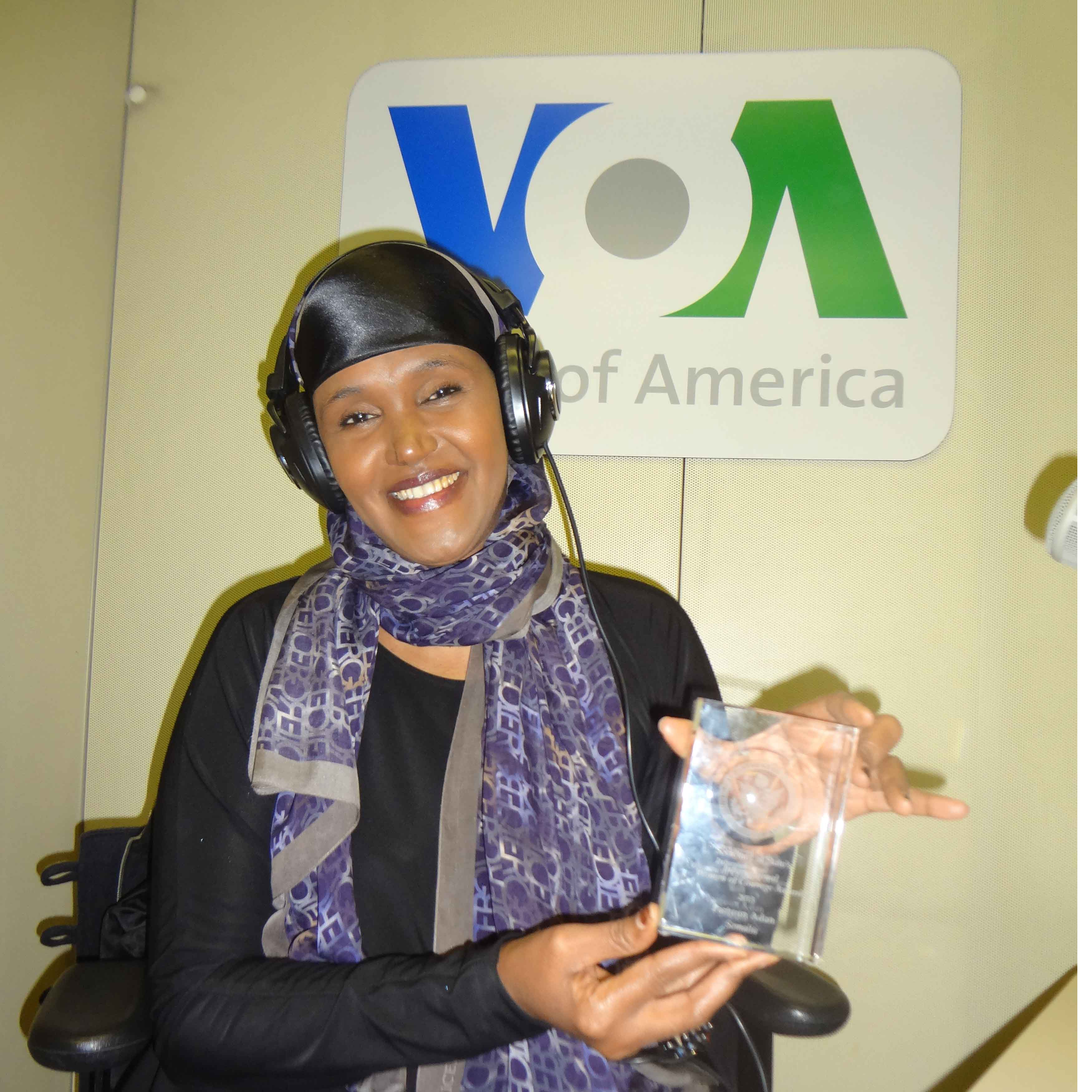
Fartuun Adan, Diretora Executiva do Centro de Paz e Direitos Humanos de Elman

De acordo com a UNICEF, 82% das crianças na Somália em 2006 relataram sentir-se seguras em seus bairros durante o dia. 13% disseram sentir-se relativamente seguras, 4% indicaram que "não sabem" ou que "depende", enquanto 0% relataram sentir-se inseguras. Em relação à segurança durante a noite, 53% das crianças afirmaram sentir-se seguras em seus bairros, 25% disseram sentir-se relativamente seguras, 4% indicaram sentir-se relativamente inseguras, 1% relataram sentir-se muito inseguras, enquanto 16% declararam que "não sabem" ou que "depende".
Em relação à ocorrência de violência entre familiares, amigos e contra crianças, 72% das crianças em áreas urbanas relataram não ter presenciado tais incidentes, enquanto 20% responderam afirmativamente. Além disso, 90% das crianças indicaram que não foram vítimas de violência, enquanto 10% afirmaram ter sido. Entre os tipos de violência vivenciados por familiares, amigos e pelas próprias crianças, a maioria dos casos consistiu em roubo (37%), seguido por agressão física (28%), estupro (19%), assassinato de um membro da família (11%), agressão verbal (11%), genocídio/guerra (8%), sequestro (6%), espancamento severo/castigo com vara (4%), discussões (3%) e incerteza (2%).
A respeito ao grau de confiança que tinham em diferentes grupos sociais, as crianças indicaram mais confiança em suas mães (85% totalmente; 7% bastante) e em seus pais (71% totalmente; 15% bastante). Por outro lado, afirmaram ter menos confiança na polícia (3% pouco; 7% nada) e na mídia (3% pouco; 5% nada). Além disso, a maioria das crianças relatou estar ciente de seus direitos (78%), sendo os mais amplamente reconhecidos os direitos à educação (72%), direito de não ser ferido ou maltratado (63%) e o direito à saúde (62%).
Com relação ao grau de respeito aos diversos direitos na Somália, a maioria das crianças sentiu que seus principais direitos eram respeitados, incluindo os direitos à educação (58% totalmente; 19% bastante; 3% pouco; 1% nada; 11% não sabem; 7% sem resposta), o direito de não ser maltratado (46% totalmente; 24% bastante; 4% pouco; 5% nada; 14% não sabem; 8% sem resposta) e o direito à saúde (52% totalmente; 22% bastante; 3% pouco; 3% nada; 12% não sabem; 7% sem resposta). Em relação ao seu estado geral de felicidade, 86% das crianças relataram sentir-se felizes, 10% disseram estar neutras (nem felizes, nem infelizes) e 3% afirmaram estar infelizes. A maioria das crianças também indicou que a qualidade de seu relacionamento com os pais era muito boas (72%), seguido de boa (17%).
Em relação à proporção de crianças que trabalham para ganhar dinheiro, 93% relataram que não trabalham. 6% afirmaram ter um trabalho regular de meio período, 6% declararam realizar um trabalho ocasional ou de meio período, e 4% indicaram estar em um emprego de tempo integral. Além disso, 64% das crianças relataram não estar envolvidas em trabalho não remunerado, 20% afirmaram realizar um trabalho regular de meio período sem remuneração, 15% disseram realizar um trabalho ocasional de meio período sem remuneração, e 0% indicaram estar em um emprego de tempo integral sem remuneração.
Em maço de 2014, o Primeiro-Ministro Abdiweli Sheikh Ahmed ratificou três convenções fundamentais da Organização Internacional do Trabalho em nome da República Federal da Somália, incluindo a Convenção sobre as Piores Formas de Trabalho Infantil. Em dezembro de 2014, o Parlamento Federal também aprovou uma nova Lei Nacional de Proteção à Criança com 54 artigos, formulada pelo Ministério dos Assuntos da Mulher e Direitos Humanos. Além disso, o legislativo ratificou simultaneamente a Convenção das Nações Unidas sobre os Direitos da Criança. Posteriormente, em janeiro de 2015, o Presidente Hassan Sheikh Mohamud assinou o tratado, tornando a Somália o 195.º Estado-parte a ratificar a convenção global.

## Direitos das minorias étnicas
O Artigo 11 da Constituição Nacional estipula que o Estado não deve discriminar nenhum indivíduo com base em raça, cor, tribo ou etnia.
Os clãs ocupacionais de Gabooye, que inclem os Madhiban, Yibir e Tumaal (numericamente poucos e coletivamente referido como sab), além do clã Wardei, obtiveram pouca representação política na Somália. No entanto, seu status social geral melhorou com a expansão dos centros urbanos. Por outro lado, devido às suas origens estrangeiras e não somalis, os grupos étnicos minoritários Bantu e Wardei ainda enfrentam marginalização social com frequência.
Em 2013, o governo federal anunciou estabeleceria sua Diretoria-Geral de Direitos Humanos, Direito das Minorias e Estado de Direito no Gabinete do Primeiro-Ministro. Através do Ministério do Interior e Assuntos Federais, lançou uma nova Agência Nacional para Refugiados e Deslocados Internos (IDPs), responsável por lidar com legislação, iniciativas de resposta, advocacia e implementação em relação aos cidadãos retornados e deslocados internos.

## Índice Freedom House
O gráfico a seguir mostra as classificações da Somália desde 1972 no índice anual Freedom in the World da Freedom House. Uma classificação de 1 é "livre"; 7, "não livre".1
| \| Ano \| Direitos políticos \| Liberdades civis \| Status \| Presidentes \| \| 1972 \| 7 \| 6 \| Não livre \| Mohamed Siad Barre \| \| 1973 \| 7 \| 6 \| Não livre \| Mohamed Siad Barre \| \| 1974 \| 7 \| 6 \| Não livre \| Mohamed Siad Barre \| \| 1975 \| 7 \| 6 \| Não livre \| Mohamed Siad Barre \| \| 1976 \| 7 \| 7 \| Não livre \| Mohamed Siad Barre \| \| 1977 \| 7 \| 7 \| Não livre \| Mohamed Siad Barre \| \| 1978 \| 7 \| 7 \| Não livre \| Mohamed Siad Barre \| \| 1979 \| 7 \| 7 \| Não livre \| Mohamed Siad Barre \| \| 1980 \| 7 \| 7 \| Não livre \| Mohamed Siad Barre \| \| 1981 \| 7 \| 7 \| Não livre \| Mohamed Siad Barre \| \| 19822 \| 7 \| 7 \| Não livre \| Mohamed Siad Barre \| \| 1983 \| 7 \| 7 \| Não livre \| Mohamed Siad Barre \| \| 1984 \| 7 \| 7 \| Não livre \| Mohamed Siad Barre \| \| 1985 \| 7 \| 7 \| Não livre \| Mohamed Siad Barre \| \| 1986 \| 7 \| 7 \| Não livre \| Mohamed Siad Barre \| \| 1987 \| 7 \| 7 \| Não livre \| Mohamed Siad Barre \| \| 1988 \| 7 \| 7 \| Não livre \| Mohamed Siad Barre \| \| 1989 \| 7 \| 7 \| Não livre \| Mohamed Siad Barre \| \| 1990 \| 7 \| 7 \| Não livre \| Mohamed Siad Barre \| \| 1991 \| 7 \| 7 \| Não livre \| Mohamed Siad Barre \| \| 1992 \| 7 \| 7 \| Não livre \| Ali Mahdi Muhammad \| \| 1993 \| 7 \| 7 \| Não livre \| Ali Mahdi Muhammad \| \| 1994 \| 7 \| 7 \| Não livre \| Ali Mahdi Muhammad \| \| 1995 \| 7 \| 7 \| Não livre \| Ali Mahdi Muhammad \| \| 1996 \| 7 \| 7 \| Não livre \| Ali Mahdi Muhammad \| \| 1997 \| 7 \| 7 \| Não livre \| Ali Mahdi Muhammad \| \| 1998 \| 7 \| 7 \| Não livre \| - \| \| 1999 \| 7 \| 7 \| Não livre \| - \| \| 2000 \| 6 \| 7 \| Não livre \| - \| \| 2001 \| 6 \| 7 \| Não livre \| Abdiqasim Salad Hassan \| \| 2002 \| 6 \| 7 \| Não livre \| Abdiqasim Salad Hassan \| \| 2003 \| 6 \| 7 \| Não livre \| Abdiqasim Salad Hassan \| \| 2004 \| 6 \| 7 \| Não livre \| Abdiqasim Salad Hassan \| \| 2005 \| 6 \| 7 \| Não livre \| Abdullahi Yusuf Ahmed \| \| 2006 \| 7 \| 7 \| Não livre \| Abdullahi Yusuf Ahmed \| \| 2007 \| 7 \| 7 \| Não livre \| Abdullahi Yusuf Ahmed \| \| 2008 \| 7 \| 7 \| Não livre \| Abdullahi Yusuf Ahmed \| \| 2009 \| 7 \| 7 \| Não livre \| Adan Mohamed Nuur Madobe \| \| 2010 \| 7 \| 7 \| Não livre \| Sharif Sheikh Ahmed \| \| 2011 \| 7 \| 7 \| Não livre \| Sharif Sheikh Ahmed \| \| 2012[38] \| 7 \| 7 \| Não livre \| Sharif Sheikh Ahmed \| \| 2013[39] \| 7 \| 7 \| Não livre \| Hassan Sheikh Mohamud \| \| 2014[40] \| 7 \| 7 \| Não livre \| Hassan Sheikh Mohamud \| \| 2015 \| 7 \| 7 \| Não livre \| Hassan Sheikh Mohamud \| \| 2016 \| 7 \| 7 \| Não livre \| Hassan Sheikh Mohamud \| \| 2017 \| 7 \| 7 \| Não livre \| Hassan Sheikh Mohamud \| \| 2018 \| 7 \| 7 \| Não livre \| Mohamed Abdullahi Mohamed \| \| 2019 \| 7 \| 7 \| Não livre \| Mohamed Abdullahi Mohamed \| \| 2020 \| 7 \| 7 \| Não livre \| Mohamed Abdullahi Mohamed \| \| 2021 \| 7 \| 7 \| Não livre \| Mohamed Abdullahi Mohamed \| \| 2022 \| 7 \| 7 \| Não livre \| Mohamed Abdullahi Mohamed \| \| 2023 \| 7 \| 7 \| Não livre \| Hassan Sheikh Mohamud \| |                    |                  |           |                           |
| Ano | Direitos políticos | Liberdades civis | Status    | Presidentes               |
| 1972 | 7                  | 6                | Não livre | Mohamed Siad Barre        |
| 1973 | 7                  | 6                | Não livre | Mohamed Siad Barre        |
| 1974 | 7                  | 6                | Não livre | Mohamed Siad Barre        |
| 1975 | 7                  | 6                | Não livre | Mohamed Siad Barre        |
| 1976 | 7                  | 7                | Não livre | Mohamed Siad Barre        |
| 1977 | 7                  | 7                | Não livre | Mohamed Siad Barre        |
| 1978 | 7                  | 7                | Não livre | Mohamed Siad Barre        |
| 1979 | 7                  | 7                | Não livre | Mohamed Siad Barre        |
| 1980 | 7                  | 7                | Não livre | Mohamed Siad Barre        |
| 1981 | 7                  | 7                | Não livre | Mohamed Siad Barre        |
| 19822 | 7                  | 7                | Não livre | Mohamed Siad Barre        |
| 1983 | 7                  | 7                | Não livre | Mohamed Siad Barre        |
| 1984 | 7                  | 7                | Não livre | Mohamed Siad Barre        |
| 1985 | 7                  | 7                | Não livre | Mohamed Siad Barre        |
| 1986 | 7                  | 7                | Não livre | Mohamed Siad Barre        |
| 1987 | 7                  | 7                | Não livre | Mohamed Siad Barre        |
| 1988 | 7                  | 7                | Não livre | Mohamed Siad Barre        |
| 1989 | 7                  | 7                | Não livre | Mohamed Siad Barre        |
| 1990 | 7                  | 7                | Não livre | Mohamed Siad Barre        |
| 1991 | 7                  | 7                | Não livre | Mohamed Siad Barre        |
| 1992 | 7                  | 7                | Não livre | Ali Mahdi Muhammad        |
| 1993 | 7                  | 7                | Não livre | Ali Mahdi Muhammad        |
| 1994 | 7                  | 7                | Não livre | Ali Mahdi Muhammad        |
| 1995 | 7                  | 7                | Não livre | Ali Mahdi Muhammad        |
| 1996 | 7                  | 7                | Não livre | Ali Mahdi Muhammad        |
| 1997 | 7                  | 7                | Não livre | Ali Mahdi Muhammad        |
| 1998 | 7                  | 7                | Não livre | -                         |
| 1999 | 7                  | 7                | Não livre | -                         |
| 2000 | 6                  | 7                | Não livre | -                         |
| 2001 | 6                  | 7                | Não livre | Abdiqasim Salad Hassan    |
| 2002 | 6                  | 7                | Não livre | Abdiqasim Salad Hassan    |
| 2003 | 6                  | 7                | Não livre | Abdiqasim Salad Hassan    |
| 2004 | 6                  | 7                | Não livre | Abdiqasim Salad Hassan    |
| 2005 | 6                  | 7                | Não livre | Abdullahi Yusuf Ahmed     |
| 2006 | 7                  | 7                | Não livre | Abdullahi Yusuf Ahmed     |
| 2007 | 7                  | 7                | Não livre | Abdullahi Yusuf Ahmed     |
| 2008 | 7                  | 7                | Não livre | Abdullahi Yusuf Ahmed     |
| 2009 | 7                  | 7                | Não livre | Adan Mohamed Nuur Madobe  |
| 2010 | 7                  | 7                | Não livre | Sharif Sheikh Ahmed       |
| 2011 | 7                  | 7                | Não livre | Sharif Sheikh Ahmed       |
| 2012 | 7                  | 7                | Não livre | Sharif Sheikh Ahmed       |
| 2013 | 7                  | 7                | Não livre | Hassan Sheikh Mohamud     |
| 2014 | 7                  | 7                | Não livre | Hassan Sheikh Mohamud     |
| 2015 | 7                  | 7                | Não livre | Hassan Sheikh Mohamud     |
| 2016 | 7                  | 7                | Não livre | Hassan Sheikh Mohamud     |
| 2017 | 7                  | 7                | Não livre | Hassan Sheikh Mohamud     |
| 2018 | 7                  | 7                | Não livre | Mohamed Abdullahi Mohamed |
| 2019 | 7                  | 7                | Não livre | Mohamed Abdullahi Mohamed |
| 2020 | 7                  | 7                | Não livre | Mohamed Abdullahi Mohamed |
| 2021 | 7                  | 7                | Não livre | Mohamed Abdullahi Mohamed |
| 2022 | 7                  | 7                | Não livre | Mohamed Abdullahi Mohamed |
| 2023 | 7                  | 7                | Não livre | Hassan Sheikh Mohamud     |

## Tratados Internacionais
Os tratados internacionais de direitos humanos que a Somália assinou ou ratificou incluem:
| \| Tratado \| Organização \| Introduzido \| Assinado \| Ratificado \| \| Convenção para a Prevenção e a Repressão do Crime de Genocídio[41] \| ONU \| 1948 \| - \| - \| \| Convenção Internacional sobre a Eliminação de Todas as Formas de Discriminação Racial[42] \| ONU \| 1966 \| - \| 1971 \| \| Pacto Internacional dos Direitos Econômicos, Sociais e Culturais[43] \| ONU \| 1966 \| 1967 \| 1975 \| \| Pacto Internacional dos Direitos Civis e Políticos[44] \| ONU \| 1966 \| - \| 1990 \| \| Primeiro Protocolo Facultativo ao Pacto Internacional sobre Direitos Civis e Políticos[45] \| ONU \| 1966 \| - \| 1990 \| \| Convenção sobre a Não Aplicabilidade de Prazos de Prescrição a Crimes de Guerra e Crimes contra a Humanidade[46] \| ONU \| 1968 \| - \| - \| \| Convenção Internacional para a Supressão e Punição do Crime de Apartheid[47] \| ONU \| 1973 \| 1974 \| 1975 \| \| Convenção sobre a Eliminação de Todas as Formas de Discriminação contra a Mulher[48] \| ONU \| 1979 \| - \| - \| \| Convenção contra a Tortura e Outros Tratamentos ou Punições Cruéis, Desumanos ou Degradantes[49] \| ONU \| 1984 \| - \| 1990 \| \| Convenção sobre os Direitos da Criança[50] \| ONU \| 1989 \| 2002 \| 2015 \| \| Segundo Protocolo Facultativo ao Pacto Internacional sobre Direitos Civis e Políticos, visando à abolição da pena de morte[51] \| ONU \| 1989 \| - \| - \| \| Convenção Internacional sobre a Proteção dos Direitos de Todos os Trabalhadores Migrantes e Membros das Suas Famílias[52] \| ONU \| 1990 \| - \| - \| \| Protocolo Facultativo à Convenção sobre a Eliminação de Todas as Formas de Discriminação contra a Mulher[53] \| ONU \| 1999 \| - \| - \| \| Protocolo Facultativo à Convenção sobre os Direitos da Criança relativo ao Envolvimento de Crianças em Conflitos Armados[54] \| ONU \| 2000 \| 2005 \| - \| \| Protocolo Facultativo à Convenção sobre os Direitos da Criança relativo à Venda de Crianças, Prostituição Infantil e Pornografia Infantil[55] \| ONU \| 2000 \| - \| - \| \| Convenção Internacional sobre os Direitos das Pessoas com Deficiência[56] \| ONU \| 2006 \| - \| - \| \| Protocolo Facultativo à Convenção sobre os Direitos das Pessoas com Deficiência[57] \| ONU \| 2006 \| - \| - \| \| Convenção Internacional para a Proteção de Todas as Pessoas contra o Desaparecimento Forçado[58] \| ONU \| 2006 \| - \| - \| \| Optional Protocol to the International Covenant on Economic, Social and Cultural Rights[59] \| ONU \| 2008 \| - \| - \| \| Optional Protocol to the Convention on the Rights of the Child on a Communications Procedure[60] \| ONU \| 2011 \| - \| - \| |             |             |          |            |
| Tratado | Organização | Introduzido | Assinado | Ratificado |
| Convenção para a Prevenção e a Repressão do Crime de Genocídio | ONU         | 1948        | -        | -          |
| Convenção Internacional sobre a Eliminação de Todas as Formas de Discriminação Racial | ONU         | 1966        | -        | 1971       |
| Pacto Internacional dos Direitos Econômicos, Sociais e Culturais | ONU         | 1966        | 1967     | 1975       |
| Pacto Internacional dos Direitos Civis e Políticos | ONU         | 1966        | -        | 1990       |
| Primeiro Protocolo Facultativo ao Pacto Internacional sobre Direitos Civis e Políticos | ONU         | 1966        | -        | 1990       |
| Convenção sobre a Não Aplicabilidade de Prazos de Prescrição a Crimes de Guerra e Crimes contra a Humanidade | ONU         | 1968        | -        | -          |
| Convenção Internacional para a Supressão e Punição do Crime de Apartheid | ONU         | 1973        | 1974     | 1975       |
| Convenção sobre a Eliminação de Todas as Formas de Discriminação contra a Mulher | ONU         | 1979        | -        | -          |
| Convenção contra a Tortura e Outros Tratamentos ou Punições Cruéis, Desumanos ou Degradantes | ONU         | 1984        | -        | 1990       |
| Convenção sobre os Direitos da Criança | ONU         | 1989        | 2002     | 2015       |
| Segundo Protocolo Facultativo ao Pacto Internacional sobre Direitos Civis e Políticos, visando à abolição da pena de morte | ONU         | 1989        | -        | -          |
| Convenção Internacional sobre a Proteção dos Direitos de Todos os Trabalhadores Migrantes e Membros das Suas Famílias | ONU         | 1990        | -        | -          |
| Protocolo Facultativo à Convenção sobre a Eliminação de Todas as Formas de Discriminação contra a Mulher | ONU         | 1999        | -        | -          |
| Protocolo Facultativo à Convenção sobre os Direitos da Criança relativo ao Envolvimento de Crianças em Conflitos Armados | ONU         | 2000        | 2005     | -          |
| Protocolo Facultativo à Convenção sobre os Direitos da Criança relativo à Venda de Crianças, Prostituição Infantil e Pornografia Infantil | ONU         | 2000        | -        | -          |
| Convenção Internacional sobre os Direitos das Pessoas com Deficiência | ONU         | 2006        | -        | -          |
| Protocolo Facultativo à Convenção sobre os Direitos das Pessoas com Deficiência | ONU         | 2006        | -        | -          |
| Convenção Internacional para a Proteção de Todas as Pessoas contra o Desaparecimento Forçado | ONU         | 2006        | -        | -          |
| Optional Protocol to the International Covenant on Economic, Social and Cultural Rights | ONU         | 2008        | -        | -          |
| Optional Protocol to the Convention on the Rights of the Child on a Communications Procedure | ONU         | 2011        | -        | -          |

## Links Externos
- Assistance to Somalia in the Field of Human Rights